# Riccarda di Baviera

Stemma Wittelsbach

Riccarda di Baviera in francese: Richardis de Wittelsbach (circa 1173 – 21 settembre 1231) fu contessa consorte di Gheldria e di Zutphen, dal 1182 al 1207.

## Origine
Riccarda, secondo il Kronijk van Arent toe Bocop, era figlia del conte di Jülich (graven docter van Gullick toe wiue, Richgerda), Ottone I di Baviera (Otto dictus de Schiren), come ci viene confermato dalla Genealogia Ottonis II Ducis Bavariæ et Agnetis Ducissæ, che divenne duca di Baviera e di Agnese di Looz, figlia di Luigi I conte di Looz e Agnese di Metz.
Ottone I di Baviera, come ci viene confermato dalla Genealogia Ottonis II Ducis Bavariæ et Agnetis Ducissæ, era figlio di Ottone IV di Wittelsbach, conte di Scheyern e di Heilika di Pettendorf-Lengenfeld.

## Biografia
Verso il 1180, Riccarda fu data in sposa a Ottone I di Gheldria, il figlio maschio secondogenito del conte di Gheldria e conte di Zutphen, Enrico I (Gherrit und dye ander Otte) e di Agnese d'Arnstein, come conferma anche la Vita Lodewici comitis de Arnstein, riportando che una sorella del conte d'Arnstein, si sposò nella Contea di Zutphen (in Sutpheniensem transiit comitiam), senza precisare il nome, riportando che era la settima sorella del conte Ludovico, quindi una discendente degli Arnstein.
Il suocero, Enrico I, morì nel 1182 e fu sepolto nell'abbazia di Kamp.
Dato che il figlio primogenito, Gerardo era morto, all'inizio di quello stesso anno, senza discendenza, gli succedette suo marito, Ottone, come Ottone I, come ci viene confermato dal Gisleberti Chronicon Hanoniense, che lo cita conte di Gheldria (Ottonis comitis de Gelhra), nel 1185.
Anche il documento n° 513 del Urkundenbuch für die Geschichte des Niederrheins, Band I, datato 1188, inerente alla garanzia dei privilegi all'Abbazia di Altenburg, cita suo marito, Ottone, come conte di Gheldria, assieme a Riccarda (Otto dei gratia comes Gelrensis una cum uxore nostra Richarda).
Secondo il documento n° 404 del Ooorkondenboek der graafschappens Gelre en Zutfen, nel 1203, suo marito, Ottone (Otto, Dei gratia Gelre comes) fece una donazione alla chiesa della beata Maria di Bedebur col consenso della moglie, Riccarda e dei figli Gerardo, Ottone e Luigi (Richardis uxoris mee et heredum meorum scilicet Gerardi, Ottonis sive Lodevici).
Non si conosce l'anno esatto della morte di Ottone I; avvenne tra il 1203 ed il 1207, poiché in quest'ultimo anno, nel documento n° 421 del Ooorkondenboek der graafschappens Gelre en Zutfen, inerente ad una donazione in suffragio dell'anima del padre, Ottone (patris mei Ottonis), alla chiesa dedicata a Santa Valpurga, a Zutphen, col consenso di Riccarda e dei figli, Ottone, prevosto di Xanten e Luigi (matris mee Richardis et fratrum meorum Ottonis, Xanctensis prepositi, et Lodewici) viene citato come conte di Gheldria, il figlio, Gerardo (Gerhardus comes Gelrie et Zutphanie).
Dopo essere rimasta vedova, Riccarda si ritirò in convento e fondò il monastero cistercense femminile a Roermond, e ne divenne la prima badessa, e dove morì il 21 Settembre 1231 e fu sepolta.
In una donazione del 1250, Riccarda (avia mea domina Richardis) venne ricordata, assieme al marito, Ottone (avi mei Ottonis comitis), dal nipote Ottone, conte di Gheldria (Otto dei gratia comes Gelrensis), come da documento n° 365 del Urkundenbuch für die Geschichte des Niederrheins, Band II.

## Discendenza
Ottone, quinto conte di Gheldria (Otto dye twede van den naem, 5° grave van Gelre), secondo il Kronijk van Arent toe Bocop, nel 1180, aveva sposato Riccarda, figlia del conte di Jülich (graven docter van Gullick toe wiue, Richgerda), Ottone I di Baviera (Otto dictus de Schiren), come ci viene confermato dalla Genealogia Ottonis II Ducis Bavariæ et Agnetis Ducissæ, che divenne duca di Baviera e generò cinque figlie, di cui una sposò Ottone I di Gheldria (Otto comes de Gelre) e di Agnese di Looz.
Ottone da Riccarda ebbe otto figli:
- Enrico (†  1197), fidanzata con Aleide, figlia del Conte d'Olanda, Teodorico VII, come ci conferma il capitolo n° 59a della Chronologia Johannes de Beke[17], come confermano anche gli Annales Egmundani, che inoltre dicono che, non molto tempo dopo il giovane Enrico morì[18], ma anche Aleide morì poco dopo il fidanzamento come ci conferma il capitolo n° 61 della Chronologia Johannes de Beke[19] († 1203);
- Gerardo (1185 † 1229), comte de Gueldre et de Zutphen[11];
- Ottone (1194 † 1215), citato in due documenti del Ooorkondenboek der graafschappens Gelre en Zutfen, il n° 404[11]ed il n° 421[12], fu Vescovo di Utrecht (1213-1215)[20];
- Luigi († 1217), citato in due documenti del Ooorkondenboek der graafschappens Gelre en Zutfen, il n° 404[11]ed il n° 421[12];
- Adelaide (1187 † 1218), che sposò Guglielmo I († 1222), Conte d'Olanda[21];
- Ermengarda († dopo il 1230), sposata con Adolfo I († 1249), conte di Marck;
- Margherita († dopo il 1264), sposata con Lotario II d'Are e di Hochstaden († 1237/1244);
- Matilde († dopo il 1247), sposata con Enrico II di Nassau.

## Ascendenza
|                                  |                   |                                                 | Genitori             |  |  | Nonni |  |  | Bisnonni              |  |  | Trisnonni            |  |
|                                  |                   |                                                 |                      |  |  |       |  |  | Eccardo I di Scheyern |  |  | Ottone I di Scheyern |  |
|                                  |                   |                                                 |                      |  |  |       |  |  | Eccardo I di Scheyern |  |  | Ottone I di Scheyern |  |
|                                  |                   | Haziga di Dießen                                |                      |  |  |       |  |  | Eccardo I di Scheyern |  |  |                      |  |
| Ottone IV di Wittelsbach         |                   |                                                 |                      |  |  |       |  |  | Eccardo I di Scheyern |  |  |                      |  |
|                                  |                   | Richgarda di Weimar-Istria                      | Ulrico I di Carniola |  |  |       |  |  |                       |  |  |                      |  |
|                                  |                   | Richgarda di Weimar-Istria                      | Ulrico I di Carniola |  |  |       |  |  |                       |  |  |                      |  |
|                                  |                   | Richgarda di Weimar-Istria                      | Sofia d'Ungheria     |  |  |       |  |  |                       |  |  |                      |  |
| Ottone I di Baviera              |                   | Richgarda di Weimar-Istria                      |                      |  |  |       |  |  |                       |  |  |                      |  |
|                                  |                   | Federico III di Pettendorf-Lengenfeld-Hopfenohe | …                    |  |  |       |  |  |                       |  |  |                      |  |
|                                  |                   | Federico III di Pettendorf-Lengenfeld-Hopfenohe | …                    |  |  |       |  |  |                       |  |  |                      |  |
|                                  |                   | Federico III di Pettendorf-Lengenfeld-Hopfenohe | …                    |  |  |       |  |  |                       |  |  |                      |  |
| Heilika di Pettendorf-Lengenfeld |                   | Federico III di Pettendorf-Lengenfeld-Hopfenohe |                      |  |  |       |  |  |                       |  |  |                      |  |
|                                  |                   | …                                               | …                    |  |  |       |  |  |                       |  |  |                      |  |
|                                  |                   | …                                               | …                    |  |  |       |  |  |                       |  |  |                      |  |
|                                  |                   | …                                               | …                    |  |  |       |  |  |                       |  |  |                      |  |
| Riccarda di Baviera              |                   | …                                               |                      |  |  |       |  |  |                       |  |  |                      |  |
|                                  | Adolfo II di Loon | …                                               |                      |  |  |       |  |  |                       |  |  |                      |  |
|                                  | Adolfo II di Loon | …                                               |                      |  |  |       |  |  |                       |  |  |                      |  |
|                                  | Adolfo II di Loon | …                                               |                      |  |  |       |  |  |                       |  |  |                      |  |
| Luigi I di Loon                  | Adolfo II di Loon |                                                 |                      |  |  |       |  |  |                       |  |  |                      |  |
|                                  |                   | Adelaide/Agnese                                 | …                    |  |  |       |  |  |                       |  |  |                      |  |
|                                  |                   | Adelaide/Agnese                                 | …                    |  |  |       |  |  |                       |  |  |                      |  |
|                                  |                   | Adelaide/Agnese                                 | …                    |  |  |       |  |  |                       |  |  |                      |  |
| Agnese di Loon                   |                   | Adelaide/Agnese                                 |                      |  |  |       |  |  |                       |  |  |                      |  |
|                                  |                   | Folmar V di Metz                                | …                    |  |  |       |  |  |                       |  |  |                      |  |
|                                  |                   | Folmar V di Metz                                | …                    |  |  |       |  |  |                       |  |  |                      |  |
|                                  |                   | Folmar V di Metz                                | …                    |  |  |       |  |  |                       |  |  |                      |  |
| Agnese di Metz                   |                   | Folmar V di Metz                                |                      |  |  |       |  |  |                       |  |  |                      |  |
|                                  |                   | Matilde di Dagsburg                             | …                    |  |  |       |  |  |                       |  |  |                      |  |
|                                  |                   | Matilde di Dagsburg                             | …                    |  |  |       |  |  |                       |  |  |                      |  |
|                                  |                   | Matilde di Dagsburg                             | …                    |  |  |       |  |  |                       |  |  |                      |  |
|                                  |                   | Matilde di Dagsburg                             |                      |  |  |       |  |  |                       |  |  |                      |  |

### Fonti primarie
- (LA)  Monumenta Germaniae Historica, tomus XVII.
- (LA)  Fontes rerum Germanicarum III.
- (LA)  Monumenta Germaniae Historica, tomus XVI.
- (LA)  Monumenta Germaniae Historica, Scriptores, tomus XXI.
- (LA)  Urkundenbuch für die Geschichte des Niederrheins, Band II.
- (LA)  Urkundenbuch für die Geschichte des Niederrheins, Band I.
- (LA)  Kronijk van Arent toe Bocop.
- (LA)  Chronologia Johannes de Bek.
- (LA)  Oorkondenboek der Graafschappen Gelre en Zutfen tot op den Slag van Woeringen, 5. Juni 1288.